# Borísov Arena
El Borísov Arena (en bielorruso: Барысаў-Арэна) es un estadio de fútbol en Borísov, Bielorrusia. Es el nuevo estadio del club FC BATE Borisov de la Liga Premier de Bielorrusia, tiene capacidad para 13 000 espectadores y su inauguración fue el 3 de mayo de 2014 para 
la disputa de la final de la Copa de Bielorrusia.

## Historia
En 2008, el FC BATE Borisov fue uno de los primeros clubes bielorrusos que avanzaron a la fase de grupos de la UEFA Champions League. el Estadio Haradski de Borisov no podía satisfacer los requisitos de la UEFA para los partidos de la fase de grupos, por lo que el club se vio obligado a recibir a su rivales en el Estadio Dinamo en Minsk. Al año siguiente, el club llegó nuevamente a fase de grupos de la Europa League. Ante la imposibilidad de usar el Estadio Haradski el presidente del club Anatoly Kapsky anunció planes para construir un estadio moderno con capacidad para 12 a 15 mil asientos que si cumpla con las exigencias para la disputa de partidos internacionales en fase de grupos.
El diseño del estadio fue confiado al consorcio esloveno «Ofis arhitekti» que tomo como modelo el Estadio Ljudski de Maribor. El proyecto final del estadio se terminó en el verano de 2010 y trata de un estadio solo para el fútbol, diseñado para 12 548 espectadores (más tarde el número de asientos aumentara a 13 400), lo que corresponde a las exigencias de cuarta categoría de la UEFA que permite realizar fases de clasificación y fase de grupos y playoff de Liga de Campeones y de Liga Europa.
Más adelante el proyecto fue modificado por los asociados en su apariencia, los cambios han dado forma a la azotea, y la forma y tamaño de los agujeros en los muros.
La construcción formal del nuevo estadio de Borisov comenzó el 12 de noviembre de 2010 en un terreno seleccionado cercano a la carretera a Minsk y a una distancia de 60 kilómetros del aeropuerto de Minsk.
El 3 de mayo de 2014 tuvo lugar la ceremonia de inauguración del estadio, previo a la disputa de la final de la Copa de Bielorrusia entre los clubes Neman Grodno y Shakhtyor Soligorsk. La ceremonia contó con la presencia del presidente de la República Alexander Lukashenko.

## Partidos internacionales
La Selección de fútbol de Bielorrusia jugó su primer partido en el Borisov Arena el 4 de septiembre de 2014, cuando derrotaron a Tayikistán 6-1 en un juego amistoso. El primer partido oficial del equipo nacional se jugó el 9 de octubre de 2014, cuando cayó ante Ucrania por 0-2 en ronda de Clasificación para la Euro 2016 frente a 10 512 espectadores.
| #   | fecha                   | Local       | Resultado | Visitante         | Evento                          |
| --- | ----------------------- | ----------- | --------- | ----------------- | ------------------------------- |
| 1.  | 4 de septiembre de 2014 | Bielorrusia | 6 - 1     | Tayikistán        | Amistoso                        |
| 2.  | 9 de octubre de 2014    | Bielorrusia | 0 - 2     | Ucrania           | Clasificación UEFA Euro 2016    |
| 3.  | 12 de octubre de 2014   | Bielorrusia | 1 - 3     | Eslovaquia        | Clasificación UEFA Euro 2016    |
| 4.  | 18 de noviembre de 2014 | Bielorrusia | 3 - 2     | México            | Amistoso                        |
| 5.  | 14 de junio de 2015     | Bielorrusia | 0 - 1     | España            | Clasificación UEFA Euro 2016    |
| 6.  | 12 de octubre de 2015   | Bielorrusia | 0 - 0     | Macedonia         | Clasificación UEFA Euro 2016    |
| 7.  | 6 de septiembre de 2016 | Bielorrusia | 0 - 0     | Francia           | Clasificación Copa Mundial 2018 |
| 8.  | 10 de octubre de 2016   | Bielorrusia | 1 - 1     | Luxemburgo        | Clasificación Copa Mundial 2018 |
| 9.  | 9 de junio de 2017      | Bielorrusia | 2 - 1     | Bulgaria          | Clasificación Copa Mundial 2018 |
| 10. | 3 de septiembre de 2017 | Bielorrusia | 0 - 4     | Suecia            | Clasificación Copa Mundial 2018 |
| 11. | 7 de octubre de 2017    | Bielorrusia | 1 - 3     | Holanda           | Clasificación Copa Mundial 2018 |
| 12. | 8 de junio de 2019      | Bielorrusia | 0 - 2     | Alemania          | Clasificación UEFA Euro 2020    |
| 13. | 11 de junio de 2019     | Bielorrusia | 0 - 1     | Irlanda del Norte | Clasificación UEFA Euro 2020    |

## Imágenes

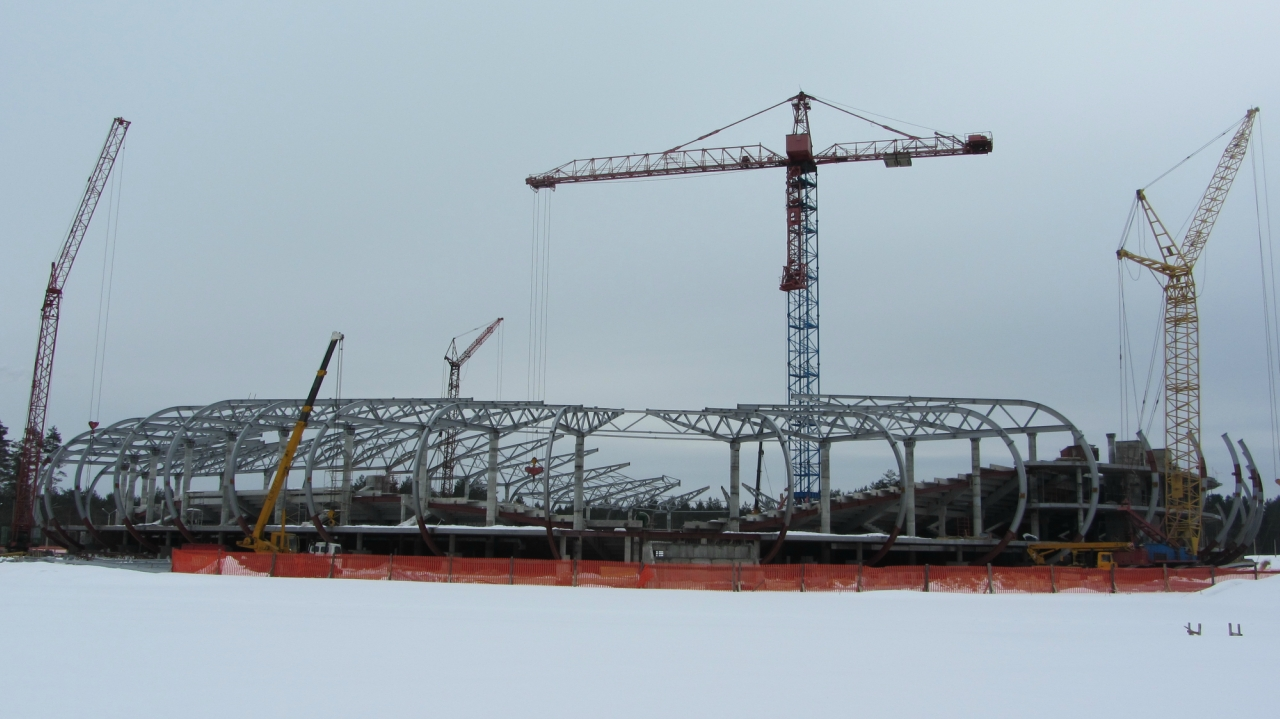
El estadio en construcción.
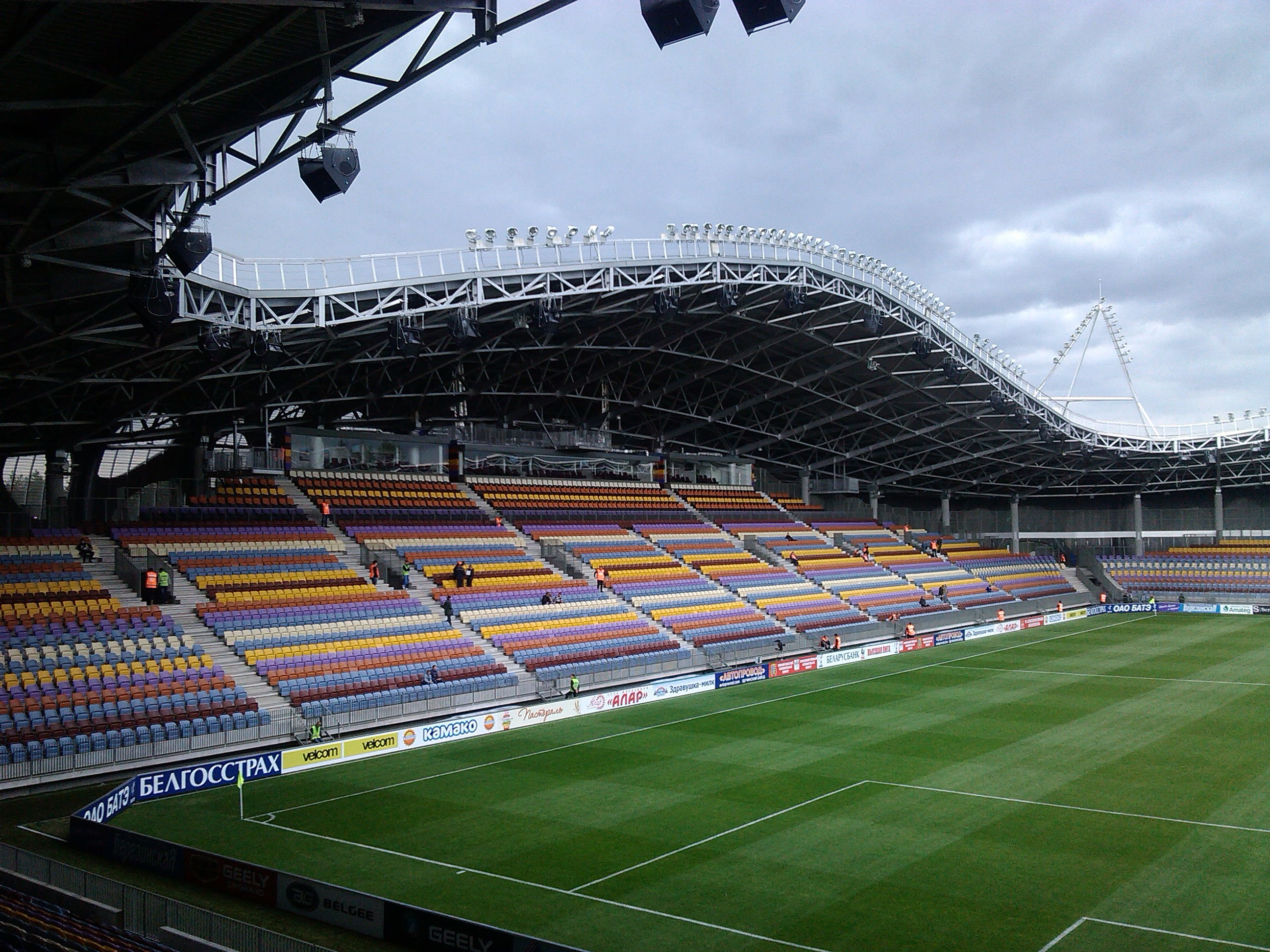
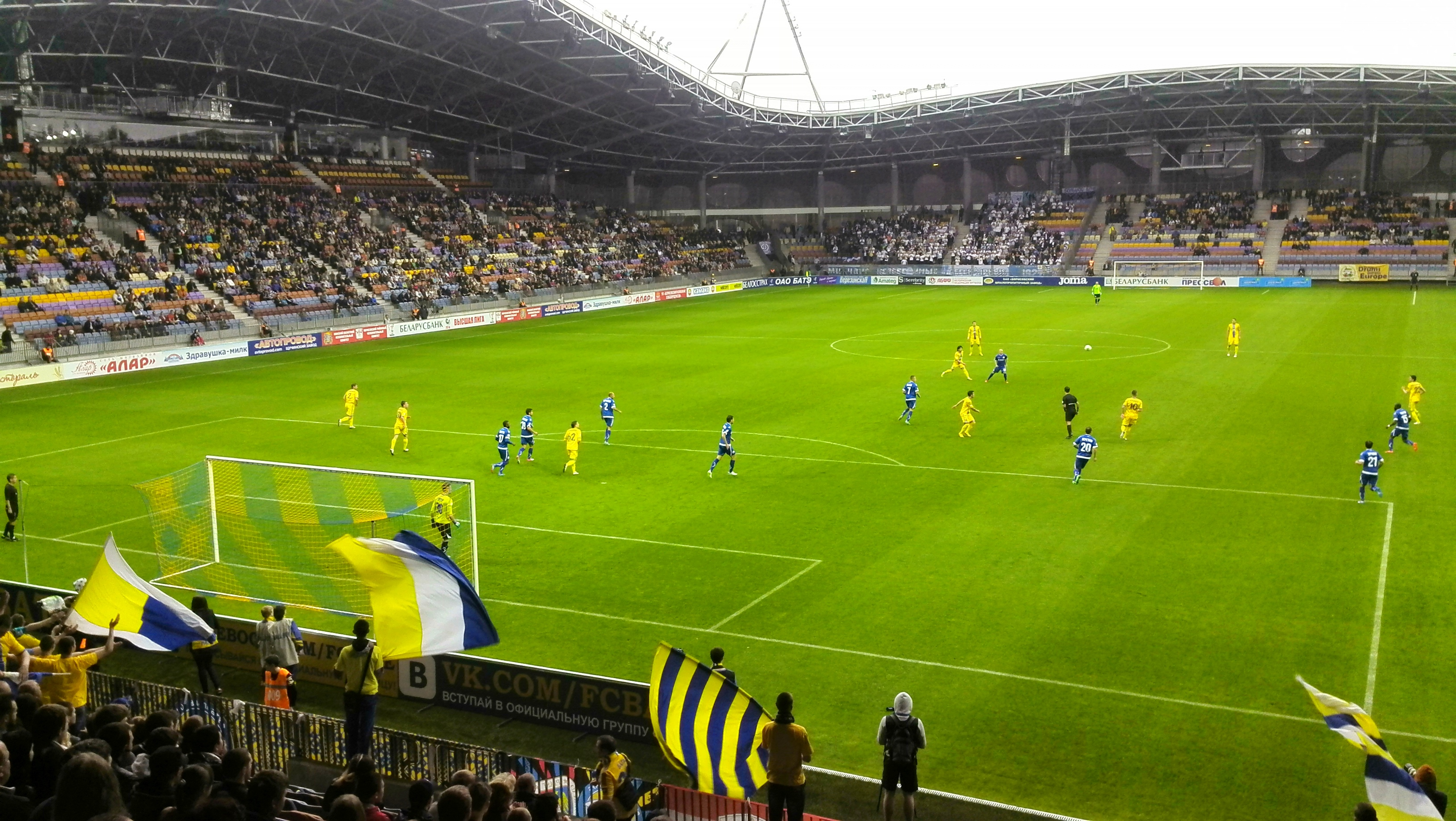
BATE-Dinamo Minsk.